# Rauvolfia nana
Rauvolfia nana är en oleanderväxtart som beskrevs av Eileen Adelaide Bruce. Rauvolfia nana ingår i släktet Rauvolfia och familjen oleanderväxter. Inga underarter finns listade i Catalogue of Life.